# Munții Aniakchak

Aniakchak 3D

Mount Aniakchak este un stratovulcan cu altitudinea de 1.341 m deasupra n.m. El este situat în masivul Aleutian Range din Alaska, SUA. Vulcanul fiind unul dintre cei mai activi din groapa (fosa) Aleutinelor (engl. Aleutian Trench). Craterul este o calderă cu diametrul de 9,5 km și o adâncime de 600 de m, fiind unul dintre cele mai mari din lume. Ea a luat naștere în anul 1645 î.Hr. în urma unei erupții de intesitate 6. Această erupție a avut loc aproape în același timp cu erupția de pe insula Santorin din Marea Egee și servește oamenilor de știință ca reper în datarea evenimentelor geologice.